# Die Neue Zeit
«Die Neue Zeit» (Новое время) — марксистский теоретический журнал Социал-демократической партии Германии, издававшийся в Штутгарте с 1883 по 1923 гг. Его редакторами были Карл Каутский и Эмануэль Вурм, а после 1917 года — Генрих Кунов.

## Известные авторы
- Карл Маркс
- Фридрих Энгельс
- Карл Каутский
- Эдуард Бернштейн
- Роза Люксембург
- Лев Троцкий
- Вильгельм Либкнехт
- Александр Парвус
- Франц Меринг
- Генрих Кунов
- Георгий Плеханов
- Вильгельм Блос
- Антон Паннекук
- Макс Беер
- Рудольф Гильфердинг
- Владимир Ленин
- Христиан Раковский
- Фридрих Герман Шлютер[2][3].